# Mihaiu Vasiescu
Mihaiu Vasiescu (n. 16 august 1885, Lipova – d. 28 septembrie 1970, Lipova) a fost un deputat în Marea Adunare Națională de la Alba Iulia, organismul legislativ reprezentativ al „tuturor românilor din Transilvania, Banat și Țara Ungurească”, cel care a adoptat hotărârea privind Unirea Transilvaniei cu România, la 1 decembrie 1918.:p. 77

## Biografie
S-a născut în Lipova din părinți țărani (Moise și Emilia), Mișa Vasiescu a absolvit doar școala primară din localitatea natală.
Cu timpul a intrat în Partidul Național-Țărănesc, iar datorită activității depuse a fost ales ca deputat timp de 7 ani. La vârsta de 34 ani, a fost ales delegat pentru a vota unirea Ardealului cu România, la 1 decembrie 1918, la Alba Iulia, pentru care a fost decorat la 1 decembrie 1969.:p. 159
În anul 1952 a fost închis ca deținut politic timp de 4 ani, iar după aceea a fost mutat cu domiciliu la Săveni (pe atunci în Județul Suceava).
Bolnav fiind, a încetat din viață la 27 septembrie 1970, fiind înmormântat la Lipova în același cimitir, în care își dorm somnul de veci ceilalți participanți din Lipova la Marea Unire de la Alba Iulia: Pr. Fabriciu Manuilă, Dr.Constantin Missici, Prof. Iuliu Onu, Dr. Aurel Ciobanu.